# Una donna in vendita
Una donna in vendita (Mujer comprada) è una telenovela argentina realizzata nel 1986. Protagonista di questa storia è l'attrice venezuelana Mayra Alejandra, affiancata dall'argentino Arturo Puig.

## Descrizione
Una donna in vendita è tratta da una storia originale di Ligia Lezama, madre della protagonista Mayra Alejandra. Prodotta da Raúl Lecouna, fu trasmessa in Argentina su Canal 11 di Buenos Aires (oggi Telefe) tra il 1986 e il 1987.
In Italia è andata in onda per la prima volta su Retequattro nella stagione televisiva 1991-1992. In seguito, la telenovela è stata replicata dal canale satellitare Lady Channel e da alcune emittenti televisive locali.
La sigla di apertura e chiusura italiana è Ci troveremo là di Dario Baldan Bembo.
Nel 2009, TV Azteca in collaborazione con Telefe Internacional, realizzò un remake della telenovela dal titolo Mujer comprada, come l'originale, con protagonisti Andrea Martí e José Ángel Llamas. 

## Trama
Michelangelo e Laura sono in piena crisi matrimoniale: l'immaturità e l'abuso di alcool da parte di lei e la mancanza di fedeltà da parte di lui, hanno logorato il loro rapporto. Oltretutto, Michelangelo vorrebbe un figlio, ma Laura non può esaudire il suo desiderio a causa della sua sterilità, conseguenza di un aborto clandestino cui si era sottoposta tempo prima all'insaputa di suo marito.
Un giorno, Laura - nell'ospedale in cui è ricoverata per un tentativo di suicidio - incontra Angelica, una ragazza disperata perché sua madre, dopo un attacco al cuore, sta per morire senza che possa far nulla per poterla salvare: non possiede, infatti, il denaro necessario per farla operare all'estero. 
Laura vede in lei la soluzione al suo problema: le darà il denaro che le occorre, ma in cambio dovrà sottoporsi all'inseminazione artificiale, ossia dovrà prestare il suo utero per permettere a lei e suo marito di diventare genitori. La ragazza, tra mille dubbi, accetta. Michelangelo, che casualmente conosce Angelica, ignorando che sarà la madre di suo figlio, si innamora perdutamente di lei. 

## Personaggi
- Angelica Villar (Mayra Alejandra): è una ragazza umile e orfana di padre che, per pagare un'operazione molto costosa che potrebbe salvare la vita alla madre malata di cuore, accetta di diventare una madre surrogata.
- Michelangelo Lombardi (Arturo Puig): è un uomo di un'alta posizione sociale. Sposato con Laura, desidera ardentemente un figlio.
- Laura Simonal Lombardi (Cecilia Cenci): moglie immatura e alcolizzata di Michelangelo.
- Consuelo (Luisa d'Amico): la madre di Angelica.
- Daniele (Boris Rubaja): il fidanzato di Angelica.
- Francesca Villar (Sandra Cappa): sorella di Angelica, segretamente innamorata di Daniele.
- Ofelia (Marcela López Rey): la zia di Angelica e Francesca.
- Cosimo Simonal (Emilio Comte): è il fratello di Laura, medico; sarà lui a praticare l'inseminazione artificiale ad Angelica.
- Susy (Graciela Stéfani): amica di Angelica, si innamora di Cosimo.
- Aldo (Humberto Serrano): fratellastro di Michelangelo, si infatua di Angelica.